# Barbadosbomuld
Barbados-Bomuld (Gossypium barbadense) stammer oprindeligt fra Ecuador, og kan kendes på, at frøulden er hvid, når den er modnet.
| Portal | Portal:Botanik |